# 錫克索

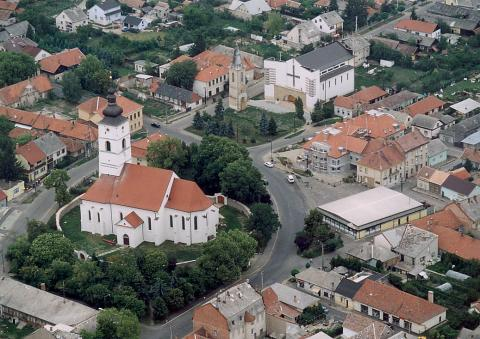

錫克索是匈牙利的城鎮，位於該國東北部，距離首府米什科爾茨15公里，由包爾紹德-奧包烏伊-曾普倫州負責管轄，面積36.23平方公里，2011年人口5,395，其中約六成居民信奉天主教。

## 外部連結
- The official site of the town （页面存档备份，存于）
- Aerial photographs （页面存档备份，存于）

48°11′42″N 20°55′46″E / 48.19500°N 20.92944°E